# Peněžní trh
Peněžní trh je složka finančního trhu, kde aktiva představují krátkodobé půjčky (s dobou splatnosti rok a méně). Obchodování na peněžních trzích zahrnuje státní úvěry, obchodní směnky, tzv. (bankéřské) akceptační úvěry, depozitní certifikáty, federální fondy a krátkodobé hypotéky a jiné aktivy ručené směnky. Peněžní trh zajišťuje likviditu financování pro globální finanční systém.

## Přehled
Peněžní trh sestává z finančních institucí a jejich jednatelů v měně či úvěrech, kteří peníze k půjčce chtějí přijmout nebo nabídnout. Účastníci trhu si půjčují a poskytují na krátká časová období, typicky do 13 měsíců. Peněžní trh obchoduje prostřednictvím krátkodobých finančních nástrojů, běžně nazývaných „(cenné) papíry“. Tento stav kontrastuje s kapitálovým trhem pro dlouhodobé financování, které je zásobováno dluhopisy a akciemi.
Jádro peněžního trhu sestává z bank půjčujících a půjčujících si navzájem, s použitím obchodních směnek, převodů smluv a podobných nástrojů. Tyto nástroje jsou často tzv. benčmarkovány (ohodnoceny cenou prostřednictvím odkazem na) London Interbank Offered Rate (LIBOR).
Finanční společnosti, jako GMAC, typicky financují samy sebe emisemi větším množstvím obchodních a aktivy ručených směnek, které jsou ručeny „způsobilými aktivy“. Jejich příkladem jsou úvěry na auto, CCR (dluh vydavatele kreditní karty vůči jejímu uživateli), hypotéky na obytné/komerční prostory, hypotékou ručené směnky a podobná aktiva. Některé obrovské korporace se silným kreditním ratingem, jako např. General Electric, vydávají cenné papíry na své vlastní svěřené peníze, jiné ve spolupráci s bankami zařizují emise obchodních směnek jejich jménem.
Ve Spojených státech všechny federální a státní vlády a místní správa vydávají cenné papíry za účelem zajištění svého financování. Jednotlivé státy a místní správa emitují obecní cenné papíry, zatímco státní pokladna Spojených států vydává státní úvěry, ze kterých financuje veřejný státní dluh.